# Alismobates rotundus
Alismobates rotundus är en kvalsterart som beskrevs av Malcolm Luxton 1992. Alismobates rotundus ingår i släktet Alismobates och familjen Fortuyniidae. Inga underarter finns listade i Catalogue of Life.